# エドワード・ハークネス
エドワード・スティーブン・ハークネス（1874年1月22日 - 1940年1月29日）は、アメリカの篤志家。彼の個人名義および家族の設立したコモンウェルス財団を通じて、アメリカ北東部の私立病院、美術館、教育機関に対して、20世紀初頭としては最大級の寄付を行った。コロンビア大学、イェール大学、ハーバード大学、フィリップス・エクセター・アカデミー、セント・ポールズ・スクール、メトロポリタン美術館、スコットランドのセント・アンドルーズ大学などの主要な後援者。 アメリカ哲学協会の会員。[3]
ハークネスは、スタンダード・オイルへの初期投資によって財を成した父のスティーブン・V・ハークネスと、兄のチャールズ・W・ハークネスから財産を相続した。[4] 1918年のフォーブス誌に掲載された最初の「長者番付」では、ジョン・D・ロックフェラー、ヘンリー・クレイ・フリック、アンドリュー・カーネギー、ジョージ・フィッシャー・ベイカー、ウィリアム・ロックフェラーに次いで、米国で6番目の富豪にランクインした。[5]

## 生涯

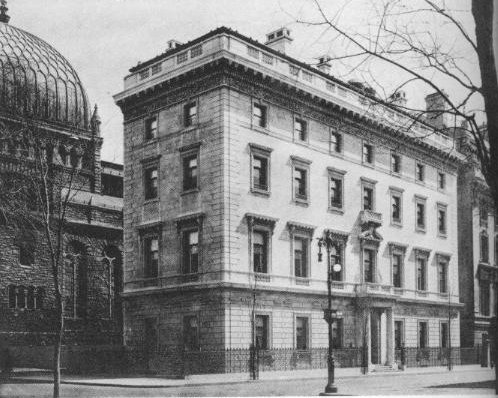
ニューヨークのハークネス・ハウス。現在はコモンウェルス財団がある。

1874年、エドワード（愛称ネッド）ハークネスは、父スティーブン・V・ハークネスと母アンナ・M・ハークネスのもとに、四人兄弟の一人としてクリーブランド（オハイオ州）で生まれた。父は馬具職人だが、ジョン・D・ロックフェラーの石油会社の前身であるスタンダード・オイルに投資し、5人の創設パートナーの1人となった。ハークネスはセント・ポールズ・スクール、イェール大学（1897年卒業）、コロンビア・ロー・スクールに通った。
コロンビア・ロー・スクール卒業後、1904年に裕福なニューヨークの弁護士トーマス・E・スティルマンの娘、メアリー・スティルマンと結婚した。ハークネスの母は、結婚祝いとしてニューヨーク市のアッパー・イースト・サイドにある新しいイタリア・ルネッサンス様式の邸宅を2人に贈った。建築家として、ハークネスはイェール大学の同級生であるジェームズ・ギャンブル・ロジャースを選んだ。75丁目と5番街の角にあるこの邸宅は、後に「エドワード・S・ハークネス・ハウス」として知られるようになり、メアリーの死後、ハークネスのコモンウェルス財団の本部となった。
ハークネスはサザン・パシフィック鉄道の鉄道役員を短期間務めたが、数年以内にフルタイムの慈善家になることにした。1912年には、ニューヨークのメトロポリタン美術館のエジプト美術コレクションに寄付を始め、同年、同美術館の理事会に任命された。
エドワード・ハークネスの兄・チャールズは家族の財産の管理者としてスタンダードオイルに多額の投資を続けていた。1916年、チャールズは亡くなり、エドワードに8,000万ドル（2023年の価値で22億4,000万ドル）以上を遺した。そのほとんどはスタンダードオイルの株式であった。その遺産によりハーネスはスタンダードオイルの第3位の株主となった。

## 慈善活動
ハーネスは総額1億2,900万ドル（2023年の価値で23億5,000万ドル）を超える慈善寄付を行った。同じく篤志家であるジョン・D・ロックフェラーとアンドリュー・カーネギーはそれぞれ5億5,000万ドルと3億5,000万ドルを生涯で寄付している。

### 医療分野での慈善活動
ハーネスは、プレズビテリアン病院とコロンビア大学の医師会・外科医会の合併を主導した。これにより、世界初の学術医療センターであるコロンビア・プレズビテリアン医療センター（CPMC）が誕生した。
1920年代、CPMCはハーネスが購入して寄付したニューヨーク・ヤンキースの元本拠地であるヒルトップ・パークの跡地に建設された。彼は自分の名前を冠したものを嫌っていたが、親族によってエドワード・ハーネス眼科研究所と名付けられた。
1997年、コロンビア・プレズビテリアンはニューヨーク病院と合併した。ニューヨーク病院は、1930年代にコーネル大学のワイエル・コーネル医科大学と提携しており、その流れを汲んでいる。現在、ニューヨーク・プレズビテリアン病院 / コロンビア大学医療センターとして知られている。

### 芸術分野での慈善活動
ハーネスは、ニューヨーク公共図書館とメトロポリタン美術館の主要な支援者だった。ハーネスは、装飾芸術部門への寄付に加えて、メトロポリタン美術館の初期の古代エジプト美術コレクションを寄贈した。ハーネスはペルネブの墓全体を購入し、エジプトの遺物のカーナーヴォン・コレクションの購入も行った。また、エジプト中王国第12王朝時代の青い装飾的なカバ、美術館の非公式のマスコットである「ウィリアム」を寄贈した。

### 教育分野での慈善活動
1917年、チャールズが亡くなってから1年後、母・アンナ・ハークネスは、チャールズの追悼として、イェール大学に記念四角形学生寮の建設のために300万ドルを寄付した。1918年、アンナ・ハークネスは、当初1000万ドルの寄付でコモンウェルス基金を設立し、ネッド・ハークネスが初代会長に就任した。
ネッド・ハークネスとその妻は、セント・アンドリュース大学のサウベター・ホール、コネチカット・カレッジのハークネス・チャペルとハークネス・ドミトリー、コロンビア大学のバトラ―図書館、コロンビア大学医学センターの初期部分、ブラウン大学とコネチカット・カレッジの学部生寮など、数多くの教育機関の建物を建設するために多大な寄付を行った。これらはすべて、彼自身または妻のメアリーによる慈善活動によって建てられた。